# Арсений (Дахдал)
Епи́скоп Арсе́ний Дахдал (араб. أرسانيوس دحدل‎; род. 1973, Эс-Саура, Ракка) — епископ Антиохийской православной церкви, епископ Иерапольский (с 2021), викарий патриарха Антиохийского.

## Биография
Родился в 1973 году в Табке, где он учился в местных школах до второго класса начальной школы. Переехал со своей семьёй жить в город Дамаск, учился в местных школах и продолжил учёбу в университете на факультете искусств Дамасского университета и 16 августа 1994 получил степень бакалавра в области медиа, защитив дипломную работу на тему «Влияние телевидения и его программ на детей».
Воспитывался при Антиохийской патриархии с тринадцати лет, пел в Мариинском соборе. Позже он стал певчим в церкви святого Иоанна Дамаскина. Во время учёбы в Дамаске он начал играть ведущую роль в молодёжном служении и взял на себя подготовку и создание хоров. Основал и обучал множество хоров в Дарайе, Эз-Забадани, Ирбине, Эль-Джайдейде.
В 1994 году вступил в православный орден в монастыре Успения Пресвятой Богородицы в Хаматуре (Библской и Батрунской епархии). В 1995 году на праздник Введения во храм пресвятой Богородицы удостоен права ношение монашеского одеяния. В 1998 году пострижен в мантию с наречением имени Арсением.
Изучал теологию в Богословском институте святого Иоанна Дамаскина при Баламандском университете в 1998 и 1999 году. В 2000 году получил стипендию для продолжения учебы в Университете Аристотеля в Салониках (Греция).
В 2001 году в монастыре Святого Георгия в Хаматуре был хиротонисан во иеродиакона митрополитом Георгием (Ходром). Служил диаконом в церкви Святой Премудрости в Салониках в период с 2001 по 2003 год. В 2003 году тем же епископом был хиротонисан во иеромонаха.
Изучая теологию, он получил диплом по византийской церковной музыке в Высшем институте церковной музыки при Салоникийской митрополии в 2002 году. Получил в Салониках степень бакалавра в 2004 году, степень магистра в 2006 году и степень доктора богословия в 2009 году. Параллельно учёбе служил на приходе святого Афанасия Великого в Салониках в период с 2003 по 2009 год. В 2004 году митрополит Георгий (Ходр) возвёл его в духовника. В 2006 году был возведен в сан архимандрита митрополитом Салоникийским Анфимом (Руссасом) по благословению митрополита Георгия (Ходра).
С 2010 по 22 февраля 2015 года служил приходским священником Мариинского собора в Дамаске. Назначен Патриархом Святой Троицы Игнатием IV представителем Патриархата в совете попечителей Библейского дома в Сирии.
Назначен Патриархом Антиохийским Игнатием IV директором «Патриаршего вестника» в 2010 и 2011 годах. Основал Патриаршую школу церковной музыки была основана в 2011 году по благословению Патриарха Игнатия IV. Возглавлял молодёжную делегацию Антиохии, которая участвовала в собрании православной молодёжи на Кипре в 2012 году.
23 февраля 2015 года назначен настоятелем прихода Святого Креста в Дамаске. 20 сентября 2015 года Патриарх Антиохийский Иоанн X назначил архимандрита Арсения настоятелем патриаршего монастыря Святого Георгия в Аль-Хумайре. Он сменил на этой должности епископа Силуана (Онера), который был избран епископом Великобританским и Ирландским.
7 октября 2021 года был избран викарием Патриарха Антиохийского с титулом «Иерпольский» (Джарабулусский)
19 ноября 2021 года архимандрит Арсений был вызван в патриарший зал, а затем в соборе Марьямия состоялась вечерняя молитва. Патриарх возглавил вечерню, и избранный во епископа начали молитву, в конце которой было прочитано исповедание веры. 20 ноября 2021 года состоялась архиерейская хиротония, которую совершили: Патриарх Антиохийский Иоанн X, митрополит Тирский и Сидонcкий Илия (Кфури), митрополит Хуранский Савва (Эспер), митрополит Хомский Георгий (Ходр), митрополит Аккарский Василий (Мансур), митрополит Захлейский Антоний (Аль-Сури), митрополит Хамаский Николай (Баальбаки), митрополит Литакийский Афанасий (Фахд), митрополит Алеппский Ефрем (Маалули), епископ Моисей (Хури), епископ Димитрий (Шарбек), епископ Иоанн (Баташ).